# Mistrzostwa Świata w Maratonie MTB 2014
12. Mistrzostwa Świata w Maratonie MTB – zawody sportowe w maratonie MTB, które odbyły się 29 czerwca 2014 roku w południowoafrykańskim Pietermaritzburgu.

## Szczegóły
| Medal | Zawodnik         | Narodowość | Czas       |
| ----- | ---------------- | ---------- | ---------- |
|       | Jaroslav Kulhavý | Czechy     | 4:15:57 h  |
|       | Alban Lakata     | Austria    | +3:18 min  |
|       | Christoph Sauser | Szwajcaria | +4:14 min  |
| 4     | Urs Huber        | Szwajcaria | +6:59 min  |
| 5     | Jukka Vastaranta | Finlandia  | +7:28 min  |
| 6     | Bartłomiej Wawak | Polska     | +7:41 min  |
| 7     | Roel Paulissen   | Belgia     | +8:08 min  |
| 8     | Robert Mennen    | Niemcy     | +9:47 min  |
| 9     | Periklis Ilias   | Grecja     | +10:57 min |
| 10    | Moritz Milatz    | Niemcy     | +11:12 min |

| Medal | Zawodnik         | Narodowość | Czas       |
| ----- | ---------------- | ---------- | ---------- |
|       | Annika Langvad   | Dania      | 3:50:44 h  |
|       | Sabine Spitz     | Niemcy     | +5:27 min  |
|       | Tereza Huříková  | Czechy     | +8:57 min  |
| 4     | Esther Süss      | Szwajcaria | +16:13 min |
| 5     | Ariane Kleinhans | Szwajcaria | +20:38 min |
| 6     | Robyn de Groot   | RPA        | +21:37 min |
| 7     | Jennie Stenerhag | Szwecja    | +23:01 min |
| 8     | Jeannie Bomford  | RPA        | +31:17 min |
| 9     | Alice Pirard     | Belgia     | +37,16 min |
| 10    | Regina Genser    | Niemcy     | +37:57 min |